# Vigerslevulykken
|  | Denne artikel er oprettet af botten Steenthbot ud fra en ekstern database. Den kan derfor have sproglige fejl eller mangler. Denne skabelon kan fjernes efter kontrol af indholdet. |

Vigerslevulykken er en dansk dokumentarisk stumfilm-optagelse fra 1919.

## Handling / indhold
Filmen viser i en halv snes klip levende øjebliksbilleder af ulykkens omfang under bjærgning af ofre og oprydning på ulykkesstedet, dagen (eller dagene) efter Vigerslev-ulykken.

## Baggrund
Klokken 21:01 lørdag den 1. november 1919 indtraf en af de største togulykker i danmarkshistorien. Ved Vigerslev pløjede eksprestoget fra Korsør sig med voldsom kraft ind i de fem bageste vogne på et tog fra Kalundborg, der holdt stille pga. en nødbremsning, fordi et barn havde åbnet døren og var faldet ud på skinnerne. 40 personer mistede livet og knap 30 blev hårdt kvæstede.